# تيرز أون ماي بيلو
«تيرز أون ماي بيلو» (بالإنجليزية: Tears on My Pillow)‏ أو دموع على وسادتي، هي أغنية دو واب من تأليف سيلفستر برادفورد وآل لويس عام 1958.أول من غنى الأغنية هم فريق ليل أنتوني أند إمبريالز ومن إنتاج إند ريكوردز وكانت أولى تسجيلات تلك الفرقة. وكان تسجيلهم الأصلي قد حقق نجاحا كبيرا على قائمة بيلبورد، حيث وصلت للمركز الرابع في تلك السنة، وكانت أول أغنية للفريق تبيع أكثر من مليون نسخة. وكانت أغنية ناجحة على الوجهين، إذ حققت أغنية الوجه الآخر النجاح أيضا وهي بعنوان «تو بيبولز إن ذا ورلد». ورغم أن الأغنية كانت معرّفة بفريق ليتل أنتوني، فقد تم تقليدها من العديد من الفنانين، ومنهم كايلي مينوغ التي تصدرت قائمة الأغاني البريطانية عام 1990.